# John C. Lovell
John Lovell, né le 11 octobre 1967 à Baton Rouge, est un skipper américain.

## Carrière
John Lovell participe aux Jeux olympiques d'été de 2004 à Athènes et remporte la médaille d'argent dans la catégorie du Tornado.